# Gladstone Pereira
Gladstone Pereira della Valentina, sau simplu Gladstone (n. 29 ianuarie 1985 la Vila Velha, Espírito Santo), este un fotbalist brazilian care a evoluat la FC Vaslui. Postul său în teren este cel de fundaș central.

## Cariera de jucător
Gladstone și-a făcut debutul la vârsta de 18 ani, pentru echipa braziliană Cruzeiro Esporte Clube. A fost împrumutat apoi la o serie de echipe din Europa, între care Juventus Torino, la care însă nu a evoluat deloc și Hellas Verona, dar a revenit la Cruzeiro cu care și-a prelungit contractul pentru încă trei sezoane.
În 2007 a fost din nou împrumutat, de această dată la Sporting Clube de Portugal, în Portugalia, unde însă a jucat rareori, și mai mereu ca rezervă, marcând un gol în victoria cu 4–1 de pe teren propriu în disputa cu Associação Naval 1º de Maio. După încheierea sezonului în Portugalia, a ajuns tot sub formă de împrumut la Sociedade Esportiva Palmeiras.
În ianuarie 2009, Gladstone s-a transferat liber de contract la Clube Náutico Capibaribe,.
La data de 13 februarie 2010 brazilianul a semnat un contract pentru trei sezoane cu FC Vaslui, venind gratis.

## Echipa națională
Gladstone a fost convocat la naționala Braziliei pentru meciul cu Elveția din 15 noiembrie 2006, dar nu a jucat niciun minut.
La 6 septembrie 2007 a fost din nou selecționat în naționala țării sale, pentru partidele cu Mexic și SUA, dar de asemenea nu a fost deloc folosit.

## Trofee
- Campionatul Brazilian: 2003
- Cupa Braziliei: 2003
- Campionatul Statului Minas Gerais: 2003, 2004
- Supercupa Portugaliei: 2007
- Cupa Portugaliei: 2007–08